# Parafia Niepokalanego Poczęcia Najświętszej Maryi Panny w Jastrzębowie
Parafia Niepokalanego Poczęcia Najświętszej Maryi Panny w Jastrzębowie – jest jedną z 12 parafii leżącą w granicach dekanatu trzemeszeńskiego. Erygowana w 1963 roku.

## Dokumenty
Księgi metrykalne: 
- ochrzczonych od 1963 roku
- małżeństw od 1963 roku
- zmarłych od 1963 roku